# Gelis cinctus
Gelis cinctus är en stekelart som först beskrevs av Carl von Linné 1758.  Gelis cinctus ingår i släktet Gelis och familjen brokparasitsteklar. Arten är reproducerande i Sverige. Inga underarter finns listade i Catalogue of Life.